# Apia International Sydney 2014
L'Apia International Sydney 2014 è stato un torneo di tennis giocato sul cemento. È stata la 122ª edizione del torneo facente parte della categoria ATP Tour 250 nell'ambito dell'ATP World Tour 2014 e della categoria WTA Premier nell'ambito del WTA Tour 2014. Si è giocato nell'impianto NSW Tennis Centre a Sydney, in Australia, dal 5 all'11 gennaio 2014.

## Partecipanti ATP

### Teste di serie
| Nazionalità | Giocatore             | Ranking | Testa di serie* |
| ----------- | --------------------- | ------- | --------------- |
| Argentina   | Juan Martín del Potro | 5       | 1               |
| Polonia     | Jerzy Janowicz        | 21      | 2               |
| Italia      | Andreas Seppi         | 25      | 3               |
| Russia      | Dmitrij Tursunov      | 29      | 4               |
| Canada      | Vasek Pospisil        | 32      | 5               |
| Croazia     | Marin Čilić           | 37      | 7               |
| Russia      | Dmitrij Tursunov      | 29      | 6               |
| Spagna      | Marcel Granollers     | 38      | 8               |

* Le teste di serie sono basate sul ranking al 30 dicembre 2013.

### Altri partecipanti
I seguenti giocatori hanno ricevuto una wildcard per il tabellone principale:
- Marinko Matosevic
- Matthew Ebden
- Samuel Groth

I seguenti giocatori sono passati dalle qualificazioni:

- Jan-Lennard Struff
- Blaž Kavčič
- Ryan Harrison
- Serhij Stachovs'kyj

## Partecipanti WTA

### Teste di serie
| Nazionalità | Giocatore           | Ranking | Testa di serie* |
| ----------- | ------------------- | ------- | --------------- |
| Polonia     | Agnieszka Radwańska | 5       | 1               |
| Rep. Ceca   | Petra Kvitová       | 5       | 2               |
| Italia      | Sara Errani         | 7       | 3               |
| Serbia      | Jelena Janković     | 8       | 4               |
| Germania    | Angelique Kerber    | 9       | 5               |
| Danimarca   | Caroline Wozniacki  | 10      | 6               |
| Romania     | Simona Halep        | 11      | 7               |
| Stati Uniti | Sloane Stephens     | 12      | 8               |

* Le teste di serie sono basate sul ranking al 30 dicembre 2013.

### Altri partecipanti
I seguenti giocatori hanno ricevuto una wildcard per il tabellone principale:
- Jarmila Gajdošová
- Ajla Tomljanović

I seguenti giocatori sono passati dalle qualificazioni:

- Bethanie Mattek-Sands
- Victoria Duval
- Cvetana Pironkova
- Paula Ormaechea
- Christina McHale
- Lauren Davis

## Punti e montepremi ATP
Il montepremi complessivo è di 452.670 $.
| Torneo    | Torneo              | V      | F      | SF     | QF     | 2T    | 1T    | Q  | Q3  | Q2  | Q1 |
| Singolare | Punti               | 250    | 150    | 90     | 45     | 20    | 0     | 12 | 6   | 0   | 0  |
| Singolare | Premi in denaro ($) | 78.800 | 41.540 | 22.500 | 12.810 | 7.550 | 4.470 | –  | 720 | 345 | 0  |
| Doppio    | Punti               | 250    | 150    | 90     | 45     | 0     | –     | –  | –   | –   | –  |
| Doppio    | Premi in denaro ($) | 23.950 | 12.590 | 6.820  | 3.900  | 2.290 | –     | –  | –   | –   | –  |

## Punti e montepremi WTA
Il montepremi complessivo è di 710.000 $.
| Torneo    | Torneo              | V       | F      | SF     | QF     | 2T    | 1T    | Q  | Q3    | Q2    | Q1  |
| Singolare | Punti               | 470     | 305    | 180    | 100    | 55    | 1     | 25 | 16    | 10    | 1   |
| Singolare | Premi in denaro ($) | 117.000 | 62.300 | 32.830 | 17.650 | 9.340 | 5.200 | –  | 2.730 | 1.450 | 805 |
| Doppio    | Punti               | 470     | 305    | 180    | 100    | 1     | –     | –  | –     | –     | –   |
| Doppio    | Premi in denaro ($) | 36.500  | 19.490 | 10.650 | 5.425  | 2.940 | –     | –  | –     | –     | –   |

## Campioni

### Singolare maschile
Juan Martín del Potro ha sconfitto in finale  Bernard Tomić per 6-3, 6-1.
- È il diciottesimo titolo in carriera per Del Potro, il primo del 2014.

### Singolare femminile
Cvetana Pironkova ha battuto in finale  Angelique Kerber con il punteggio di 6-4, 6-4.
- È il primo titolo del circuito maggiore per Cvetana Pironkova.

### Doppio maschile
Daniel Nestor /  Nenad Zimonjić hanno sconfitto in finale  Rohan Bopanna /  Aisam-ul-Haq Qureshi per 7–6(3), 7–6(3).

### Doppio femminile
Tímea Babos /  Lucie Šafářová hanno battuto in finale  Sara Errani /  Roberta Vinci con il punteggio di 7-5, 3-6, [10-8]